# Thomas Liese
Thomas Liese (né le 10 août 1968 à Sangerhausen) est un ancien coureur cycliste allemand. Professionnel de 1999 à 2005 et spécialiste du contre-la-montre, il a été champion d'Allemagne de la discipline en 2001.

## Biographie

### Carrière de coureur
En 1985, Thomas Liese est champion du monde juniors de poursuite par équipes, avec Steffen Blochwitz, Uwe Preissler et Michael Bock. Quatre ans plus tard, il est champion du monde amateurs de cette discipline, avec Steffen Blochwitz, Carsten Wolf et Guido Fulst. Il court également sur route. Il remporte ainsi le Tour de Basse-Saxe et le Tour de Liège en 1990, le Tour de la Hainleite, le Tour de Grèce, le Tour de Saxe en 1998, et monte plusieurs fois sur le podium du championnat d'Allemagne du contre-la-montre.
Thomas Liese commence sa carrière de coureur professionnel en 1999, à trente ans, au sein de l'équipe Nürnberger. Il est à nouveau vainqueur du Tour de Saxe l'année suivante. Il obtient son principal succès professionnel en 2001 en devenant champion d'Allemagne du contre-la-montre.
En 2003, il rejoint Team Coast, où il ne reste qu'un an. Il dispute le Tour de France avec cette équipe. Il est ensuite membre de l'équipe Winfix Arnolds Sicherheit, renommée AKUD - Arnolds Sicherheit en 2005, et y termine sa carrière.

### Carrière d'entraîneur
En 2008, Thomas Liese succède à Jochen Dornbusch au poste d'entraîneur de l'équipe nationale féminine allemande. En mai 2012, une maladie le rend incapable d'accompagner l'équipe aux Jeux olympiques de Londres. Il est remplacé provisoirement par Ronny Lauke. Son contrat avec la BDR n'est pas prolongé à la fin de l'année 2012. Il est remplacé en 2013 par André Korff.

## Palmarès sur route

### Palmarès amateur
| - 1987 - 1re étape du Circuit des Ardennes (contre-la-montre) - 3e de Tour de Liège - 1989 - Prologue(a) du Tour de Basse-Saxe - Olympia's Tour : - Classement général - 5eb et 7eb étapes (contre-la-montre) - 1990 - Tour de Basse-Saxe : - Classement général - 10e étape (contre-la-montre) - Tour de Liège : - Classement général - 3e et 4eb (contre-la-montre) étapes - 3e de l'Olympia's Tour - 1991 - 4e étape du Trophée Joaquim Agostinho - 9e étape du Tour de Basse-Saxe - Commonwealth Bank Classic - 1992 - Champion d'Allemagne du contre-la-montre amateurs - 10eb étape du Tour de Basse-Saxe (contre-la-montre) - 10e étape de la Commonwealth Bank Classic - 2e du Tour de Saxe - 1993 - 4ea (contre-la-montre) et 4eb étapes du Tour de Basse-Saxe - 1994 - Ernst-Sachs-Tour - 3eb étape du Tour de Bavière - 3e du Tour de Thuringe - 3e du Tour de Bavière - 3e de l'Erzgebirgsrundfahrt | - 1995 - 1reb étape du Tour de Bavière - 7ea étape du Tour de Basse-Saxe (contre-la-montre) - 3e du championnat d'Allemagne du contre-la-montre - 3e de Vienne-Rabenstein-Gresten-Vienne - 1996 - Prologue de la Course de la Paix - 4e étape du Tour du Cap - 2e du championnat d'Allemagne du contre-la-montre - 2e du Tour de Thuringe - 1997 - 10e étape de la Course de la Paix - 1reb étape du Tour de Basse-Saxe (contre-la-montre) - 2e du Tour de Thuringe - 2e du Tour de Nuremberg - 2e de l'Erzgebirgsrundfahrt - 3e du championnat d'Allemagne du contre-la-montre - 1998 - Tour de la Hainleite - Tour de Grèce : - Classement général - 1re, 4e et 5e étapes - 9eb étape de la Course de la Paix - 5e étape du Tour de Thuringe (contre-la-montre) - Tour de Saxe : - Classement général - 5eb étape (contre-la-montre) - 2e du Tour de Thuringe - 2e de l'Erzgebirgsrundfahrt - 3e du championnat d'Allemagne du contre-la-montre - 3e du Tour de Nuremberg |  |

### Palmarès professionnel
| - 2000 - Classement général du Tour de Saxe - 4eb étape du Tour de Hesse (contre-la-montre) - 2e du Tour de Nuremberg - 2e du championnat d'Allemagne du contre-la-montre - 3e du Tour de Hesse - 2001 - Champion d'Allemagne du contre-la-montre - 7e étape du Tour de Normandie - 4e étape de la Semaine cycliste lombarde - 8e étape de la Course de la Paix (contre-la-montre) - 2e de la Course de la Solidarité Olympique - 2e du Grand Prix EnBW - 3e du Tour de la Hainleite | - 2002 - 5e étape du Tour de Beauce (contre-la-montre) - 2003 - 1re étape du Tour de Bavière - 2e du Tour du Piémont - 3e du Tour de Bavière - 2004 - 2e du Tour du Queensland |  |

### Résultats sur les grands tours

#### Tour de France
1 participation
- 2003 : 136e

### Classements mondiaux
| Année           | 2005 |
| --------------- | ---- |
| UCI Europe Tour | 644e |

## Palmarès sur piste

### Championnats du monde amateurs
- Lyon 1989
  -  Champion du monde de poursuite par équipes amateurs (avec Carsten Wolf, Guido Fulst et Steffen Blochwitz)

### Championnats du monde juniors
- 1985
  -  Champion du monde de poursuite par équipes juniors (avec Uwe Preissler, Michael Bock et Steffen Blochwitz)
- 1986
  -  Médaillé d'argent de la poursuite par équipes juniors

### Championnats nationaux
- 1997
  -  Champion d'Allemagne de poursuite par équipes (avec Jens Lehmann, Holger Roth et Timo Scholz)